# Palazzo Capone

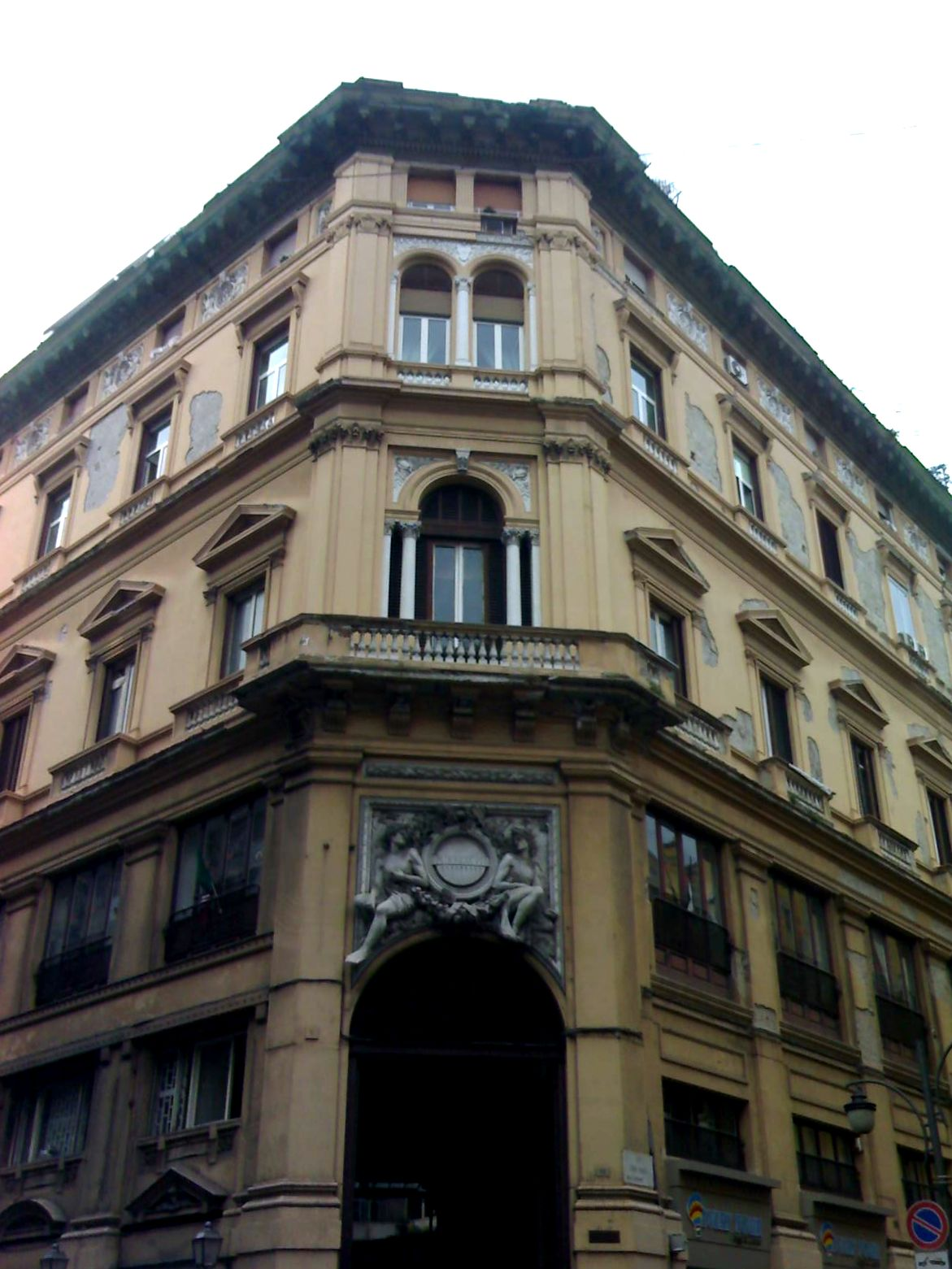
Palazzo Capone in Neapel

Der Palazzo Capone ist ein Palast aus dem 19. Jahrhundert im Viertel San Ferdinando von Neapel in der italienischen Region Kampanien. Er liegt in der Via Santa Brigida und ist an der Fassade mit der Galleria Umberto I verbunden. Die Adresse lautet allerdings Via Giuseppe Verdi, 17-11.

## Geschichte

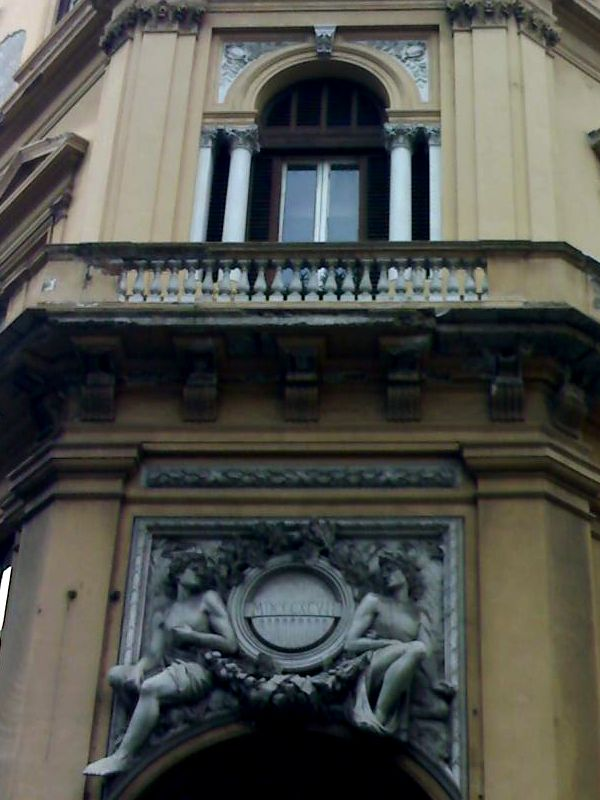
Detail des Palastes

Der Palast, den man nicht mit den vier internen Gebäuden der Galerie verwechseln darf, deren Eingänge unter dem Niveau der Kuppel liegen, befindet sich in der Via Santa Brigida an der Kreuzung mit der Via Giuseppe Verdi (früher „Via Municipio“ genannt). Beim Bau der Galerie, ein Projekt des Bauingenieurs Emanuele Rocco (später übernommen von Antonio Curri und Ernesto di Mauro‘), das eine Galerie mit vier Flügeln, die sich in einer achteckigen Kreuzung, bedeckt mit einer Kuppel, treffen, vorsah, war in keiner Weise der Abriss des Palazzo Capone vorgesehen. Die Paläste, die vom Abriss betroffen waren, der am 1. Mai 1887 begann, waren tatsächlich alle anderen Paläste der Gegend. Man sprach erst wieder über den Palazzo Capone, als die Arbeiten beendet waren, also im Jahre 1890, als die Idee aufkam, in seinem Inneren ein Theater zu bauen.

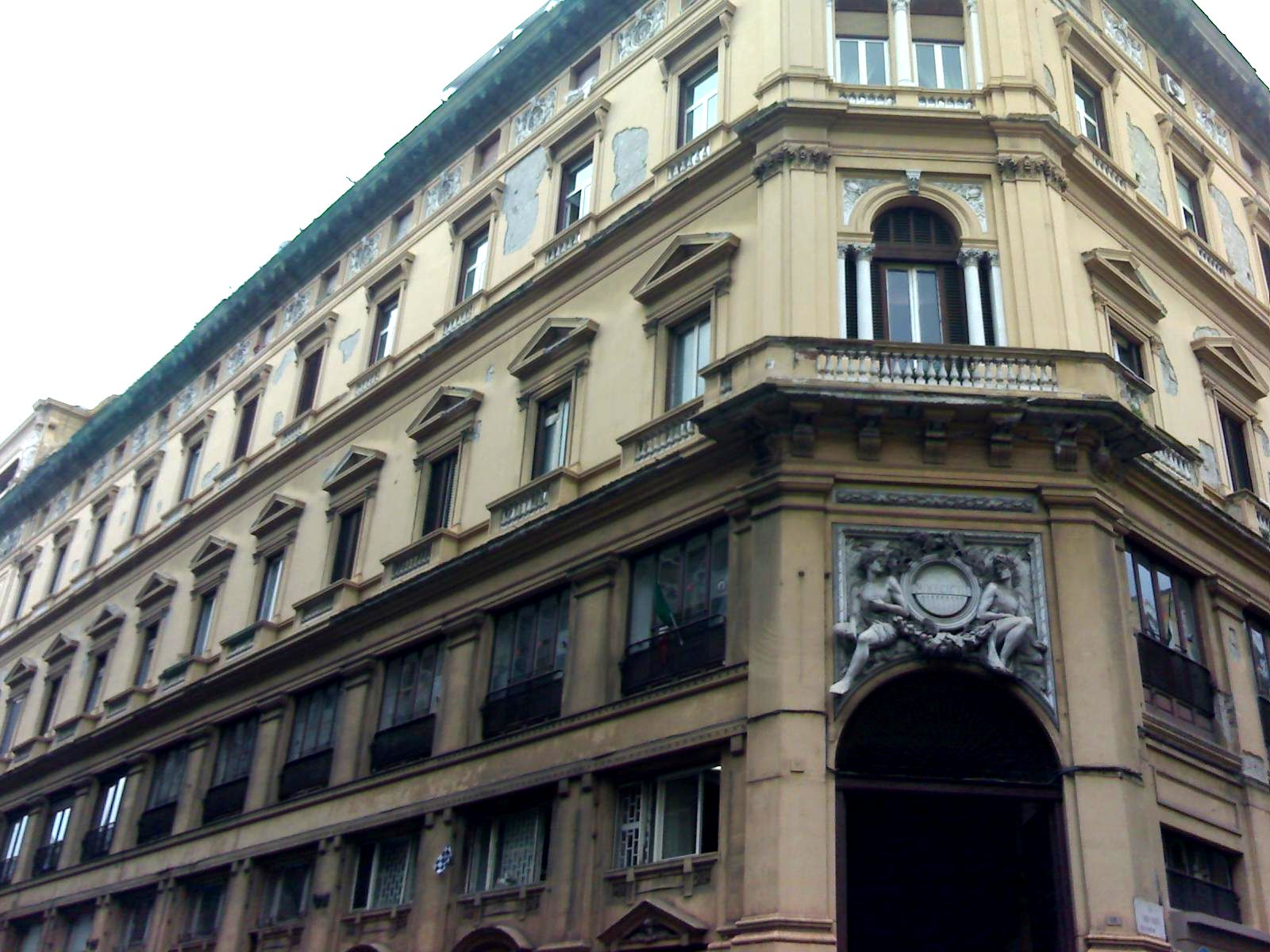
Seitenfassade des Palastes zur ‚‚Via Giuseppe Verdi‘‘.

Das Theater, dessen Dekorationen denen der Galerie entsprachen, wurde allerdings nie gebaut. Tatsächlich war es die Stadtverwaltung selbst, die die Arbeiten ablehnte, weil sie sie für überflüssig hielt, nachdem es in diesem Viertel der Stadt bereits andere, bedeutende Theater gab, wie z. B. das Teatro San Carlo, das Teatro Mercadante und den Salone Margherita, der genau in diesen Jahren unter dem Dach der Galleria Umberto I geschaffen worden war.
Der Palazzo Capone wurde also so belassen, wie er war, und er behielt auch seine Funktion als privates Wohngebäude. In den Folgejahren entstanden jedoch mehrere Projekte, die Arbeiten an der Art des Zugangs zu diesem Gebäude zum Inhalt hatten. Letztendlich wurde die Idee genehmigt, die Ecke des Palastes zu „kürzen“, wodurch ein Eingangsportal im Stil und Charakter vergleichbar mit der gesamten Galerie entstand.
Die Arbeiten am Palazzo Capone wurden neun Jahre nach der Einweihung der Galerie, also 1899, abgeschlossen.